# Tiếng Ra Glai
Tiếng Ra Glai (hay Roglai, Rô Glai, Radlai) là ngôn ngữ của người Ra Glai, dân tộc sinh sống tại khu vực Duyên hải Nam Trung Bộ Việt Nam. Theo điều tra dân số Việt Nam năm 2009 có 122.245 người Ra Glai.
Tiếng Ra Glai là thành viên của Nhóm ngôn ngữ Aceh-Chăm thuộc ngữ tộc Malay-Polynesia của ngữ hệ Nam Đảo. Nó có quan hệ gần gũi với tiếng Chăm.
Theo Cobbey (1977) tiếng Ra Glai có 4 phương ngữ là:
1. Ra Glai Bắc[6][7]
2. Du Long
3. Ra Glai Nam[8][9]
4. Cac Gia[10][11]

Trong tiếng Ra Glai thì từ "Radlai" có nghĩa là "người rừng".

## Chữ viết
Bộ chữ viết tiếng Ra Glai được UBND tỉnh Ninh Thuận phê duyệt tháng 10 năm 2019, cụ thể bộ chữ có 26 chữ cái, trong đó 20 chữ cái phát âm tương đương với tiếng Việt.
| Chữ cái | A a | B b | C c | D d | Đ đ | E e | G g | H h | I i | J j | K k | L l | M m | N n | O o | Ơ ơ | P p | Q q | R r | S s | T t | U u | V v | W w | Y y | Z z |
| IPA     | /a/ | /ɓ/ | /c/ | /d/ | /ɗ/ | /e/ | /ɡ/ | /h/ | /i/ | /ɟ/ | /k/ | /l/ | /m/ | /n/ | /o/ | /ə/ | /p/ | /ʔ/ | /r/ | /s/ | /t/ | /u/ | /v/ | /w/ | /ʄ/ | /j/ |